# Melanocercops melanommata
Melanocercops melanommata là một loài bướm đêm thuộc họ Gracillariidae. Nó được tìm thấy ở Queensland.